# Robot 330

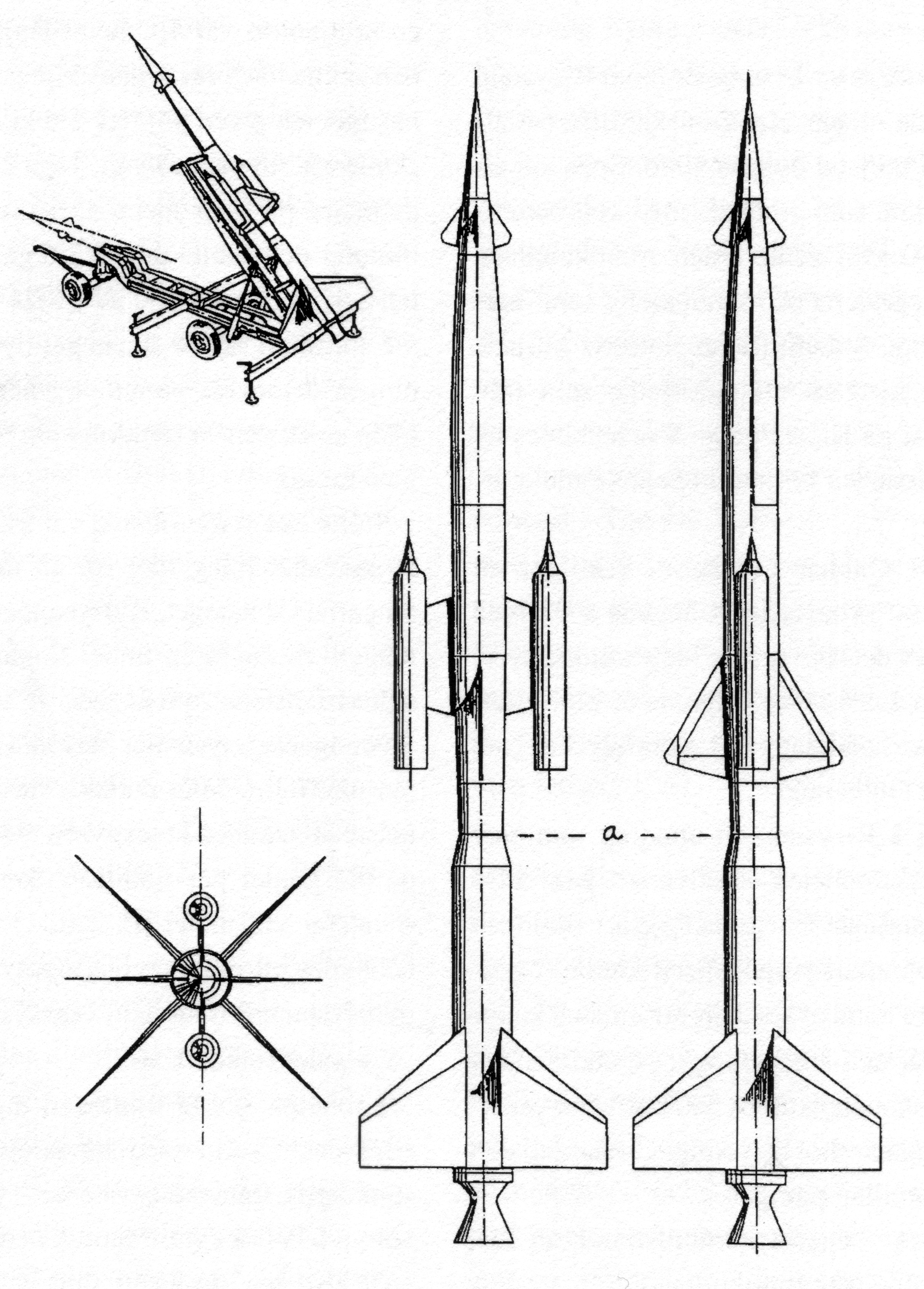
Чертеж шведского ракетного концепта Robot 330, так и не реализованного

Robot 330 — проект шведской стратегической крылатой ракеты, разрабатывавшийся в 1950-х годах. Предназначался на роль основного носителя разрабатывавшегося в то время шведского ядерного оружия. Рассматривался как оружие упреждающего ядерного удара в случае угрозы вражеского вторжения. Проект закрыт в 1959 году из-за дороговизны и политических причин.

## История
В 1957 году вооруженные силы Швеции инициировали разработку проекта крылатой ракеты дальнего действия, способной доставить ядерный заряд на территорию противника. Согласно шведской доктрине упреждающего удара, ракеты должны были быть использованы против советских военно-морских баз на Балтике, в случае появления несомненных признаков готовящегося вторжения советских войск в Скандинавию. Предполагалось, что упреждающие ядерные удары задержат вторжение на достаточный промежуток времени, чтобы Швеция успела подготовиться к обороне.
Заказ на разработку ракеты был выдан фирме Saab AB, имевшей опыт конструирования и производства ракет и самолётов.

## Конструкция
Robot 300 проектировалась, как крылатая ракета с разгонной ступенью. Разгонная ступень имела длину 4,1 м, массу 1500 кг и оснащалась двумя твердотопливными ракетными двигателями. В качестве второй, маршевой ступени выступала сама КР, она была существенно крупнее: длина её достигала 7,6 м, а масса 2700 кг. Она оснащалась двумя прямоточными воздушно-реактивными двигателями (ПВРД), обеспечивающими ракете полёт на скорости до М=3. Корпус ракеты проектировался стальным, а носовая часть — из магниевого сплава. Так как в ходе полёта на высокой сверхзвуковой скорости фюзеляж ракеты от трения о воздух должен был нагреваться до высоких температур, то во избежание тепловых деформаций, ракета оснащалась жидкостной системой охлаждения обшивки.
Ракета должна была запускаться по стартовой рампе с помощью разгонных ракетных салазок. После взлёта разгонная ступень разгоняла КР до сверхзвуковой скорости, на которой начинали работать ПВРД. Далее первая ступень сбрасывалась и ракета продолжала полёт на маршевых двигателях.
Расчётная высота полёта составляла 24 км, максимальная скорость М=3,6. Это делало ракету практически неуязвимой для ПВО того времени и затрудняло её поражение зенитными ракетами первого поколения. Предполагалось, что радиус действия ракеты составит 500 километров, а подлётное время — не более восьми минут. Это позволяло с территории Швеции держать под постоянным прицелом все советские военно-морские базы на Балтике и Ленинград.
Предполагалось оснастить ракету ядерной боевой частью с энерговыделением порядка 20 кт (которую Швеция планировала создать). Изначально предполагалось, что система управления «Robot 330» будет автономной инерциальной, но расчёты показали, что вероятное отклонение ракеты превысит радиус поражения маломощной боевой части (БЧ). Создание более мощной ядерной или термоядерной БЧ потребовало бы слишком много времени. В результате, было принято решение дополнить инерциальное наведение системой ориентации по гиперболическим наземным радиомаякам Decca, способной обеспечить круговое вероятное отклонение на уровне не более 1,8 км.

## Закрытие проекта
В 1959 году предварительные расчёты показали, что общая стоимость проекта составит порядка 50 миллионов долларов США, для Швеции цена оказалась слишком велика. Кроме того, высказывались существенные сомнения, что даже перед угрозой советского вторжения Швеция рискнет первой нанести ядерный удар, тем самым неминуемо вызвав ответные ядерные бомбардировки по своей территории. Для ответного же ядерного удара лучше подходили истребители-бомбардировщики AJ 37 Viggen. В течение какого-то времени рассматривалась возможность применения «Robot 330» в качестве основы для беспилотного разведывательного аппарата, но в итоге в 1959 проект был закрыт.